# Mỹ Thịnh
Mỹ Thịnh là một xã cũ thuộc huyện cũ Mỹ Lộc, tỉnh Nam Định, Việt Nam.

## Địa lý
Xã Mỹ Thịnh nằm ở phía tây huyện Mỹ Lộc, cách trung tâm huyện khoảng 1 km, có vị trí địa lý:
- Phía đông giáp thị trấn Mỹ Lộc và xã Mỹ Tiến
- Phía tây giáp xã Mỹ Thuận và huyện Vụ Bản
- Phía nam giáp xã Mỹ Thành và huyện Vụ Bản
- Phía bắc giáp tỉnh Hà Nam.

Xã Mỹ Thịnh có diện tích 5,31 km², dân số năm 2022 là 4.887 người, mật độ dân số đạt 920 người/km².
Xã có tuyến đường sắt Bắc Nam, quốc lộ 21 và đại lộ Thiên Trường chạy qua tạo điều kiện trong giao thương phát triển kinh tế.

## Hành chính
Xã Mỹ Thịnh được chia thành 5 thôn: Bói Trung, Đồng Nhuệ, Liêm Thôn, Liêm Trại, Sức, Tiểu Liêm.

## Lịch sử
Thế kỷ XIX, xã Mỹ Thịnh thuộc tổng Cao Đường, huyện Thượng Nguyên, phủ Thiên Trường, Trấn Sơn Nam Hạ.
Năm 1832 Minh Mệnh, xã Mỹ Thịnh thuộc tỉnh Nam Định.
Đến giữa thế kỷ XX, chia tổng Cao Đường thành tổng Cao Đài và tổng Đặng Xá đều thuộc huyện Mỹ Lộc.
Sau năm 1945, xã Mỹ Thịnh thuộc huyện Mỹ Lộc, tỉnh Nam Định.
Ngày 21 tháng 4 năm 1965, Ủy ban Thường vụ Quốc hội ban hành Quyết định số 103-NQ-TVQH về việc thành lập tỉnh Nam Hà trên cơ sở tỉnh Hà Nam và tỉnh Nam Định. Khi đó, xã Mỹ Thịnh thuộc huyện Mỹ Lộc, tỉnh Nam Hà.
Ngày 13 tháng 6 năm 1967, Hội đồng Chính phủ ban hành Quyết định số 76-CP về việc sáp nhập huyện Mỹ Lộc vào thành phố Nam Định. Khi đó, xã Mỹ Thịnh thuộc thành phố Nam Định.
Ngày 27 tháng 12 năm 1975, Quốc hội ban hành Nghị quyết về việc thành lập tỉnh Hà Nam Ninh trên cơ sở tỉnh Nam Hà và tỉnh Ninh Bình. Khi đó, xã Mỹ Thịnh thuộc thành phố Nam Định, tỉnh Hà Nam Ninh.
Ngày 27 tháng 4 năm 1977, Hội đồng Chính phủ ban hành Quyết định số 125-CP về việc sáp nhập xã Mỹ Thịnh thuộc thành phố Nam Định vào huyện Bình Lục.
Ngày 26 tháng 12 năm 1991, Quốc hội ban hành Nghị quyết về việc chia tỉnh Hà Nam Ninh thành tỉnh Nam Hà và tỉnh Ninh Bình. Khi đó, xã Mỹ Thịnh thuộc huyện Bình Lục, tỉnh Nam Hà.
Ngày 6 tháng 11 năm 1996, Quốc hội ban hành Nghị quyết về việc chia tỉnh Nam Hà thành tỉnh Nam Định và tỉnh Hà Nam. Khi đó, chuyển xã Mỹ Thịnh thuộc huyện Bình Lục của tỉnh Hà Nam về thành phố Nam Định quản lý.
Ngày 26 tháng 2 năm 1997, Chính phủ ban hành Nghị định số 19-CP về việc chuyển xã Mỹ Thịnh thuộc thành phố Nam Định về huyện Mỹ Lộc mới thành lập quản lý.
Ngày 14 tháng 11 năm 2003, Chính phủ ban hành Nghị định số 137/2003/NĐ-CP về việc thành lập thị trấn Mỹ Lộc trên cơ sở điều chỉnh 177,14 ha diện tích tự nhiên và 1.587 nhân khẩu của xã Mỹ Thịnh.
Sau khi điều chỉnh địa giới hành chính, xã Mỹ Thịnh còn lại 550,75 ha diện tích tự nhiên và 3.764 nhân khẩu.
Ngày 2 tháng 12 năm 2021, HĐND tỉnh Nam Định ban hành Nghị quyết số 63/2021/NQ-HĐND về việc:
- Thành lập thôn Khả Lực trên cơ sở 3 xóm: Trung, Đình, Bến.
- Thành lập Thôn Bún trên cơ sở thôn Liêm Trại và thôn Liêm Thôn.
- Thành lập thôn Tiểu Liêm trên cơ sở 3 xóm: Đông, Nam, Bắc.

Ngày 23 tháng 7 năm 2024, Ủy ban Thường vụ Quốc hội ban hành Nghị quyết số 1104/NQ-UBTVQH15 về việc sắp xếp đơn vị hành chính cấp huyện, cấp xã trên địa bàn tỉnh Nam Định (nghị quyết có hiệu lực từ ngày 1 tháng 9 năm 2024). Theo đó:
- Sáp nhập huyện Mỹ Lộc vào thành phố Nam Định.
- Sáp nhập toàn bộ diện tích tự nhiên là 5,31 km², quy mô dân số là 4.887 người của xã Mỹ Thịnh vào xã Mỹ Lộc thuộc thành phố Nam Định mới thành lập quản lý.

## Kinh tế - xã hội
Tổng diện tích đất (bao gồm đất nông nghiệp và đất ở) của xã Mỹ Thịnh vào khoảng 530,98 ha. Là một xã thuần nông, Mỹ Thịnh có 381,85 ha đất nông nghiệp trong tổng số 530,98 ha đất tự nhiên. Người nông dân Mỹ Thịnh có truyền thống thâm canh lúa nước, tiếp thu nhanh những tiến bộ khoa học kỹ thuật ứng dụng vào sản xuất nên năng suất, sản lượng cây trồng, vật nuôi đã không ngừng tăng lên trong những năm qua.
Sản xuất công nghiệp - tiểu thủ công nghiệp và dịch vụ của xã có bước phát triển mạnh nhất là trong giai đoạn xây dựng nông thôn mới, đã và đang trở thành khâu đột phá chiến lược trong phát triển kinh tế - xã hội của xã với các ngành sản xuất chủ yếu là cơ khí,may mặc,bánh kẹo, sản xuất tấm lợp. Hiện trên địa bàn xã có các công ty lớn như: công ty cổ phần Bạch Đằng, công ty may trường Phúc, các cơ sở sản xuất kinh doanh đang hoạt động: cơ sở sản xuất kẹo Sừu Châu, cơ sở tiện, hàn,.. được duy trì và phát triển, đã giải quyết việc làm cho hàng vạn lao động với thu nhập ổn định, qua đó làm giảm tỷ lệ hộ nghèo của xã còn 1,86%, tỷ lệ lao động có việc làm thường xuyên đạt 98,835.
Dân số: Theo thống kê mới nhất năm 2017, dân số toàn xã Mỹ thịnh bao gồm 4754 người với 1.370 hộ. Mật độ dân số trên diện tích trung bình là 895 người/km². Tỷ lệ tăng dân số tự nhiên khoảng 0,9%.
Giáo dục – Đào tạo: Là vùng quê với truyền thống hiếu học, phong trào ‘xã hội học tập” được phát triển toàn diện trên mọi cấp học về loại hình, quy mô và chất lượng, luôn nằm trong nhóm các xã dẫn đầu của huyện với nhiều điểm sáng tiêu biểu như: Kiên cố hóa trường lớp học, cơ sở vật chất được quan tâm đầu tư theo hướng hiện đại; các  trường đều đạt chuẩn Quốc gia; đội ngũ.Cán bộ quản lý và giáo viên đạt chuẩn và trên chuẩn. Đi liền với các thành tích trên, công tác xã hội hoá giáo dục được đẩy mạnh và phát triển bằng các hoạt động thiết thức thông qua trung tâm giáo dục cộng đồng, hội khuyến học từ xã đến các thôn xóm, dòng họ đã góp phần đáng kể vào sự phát triển của giáo dục xã nhà.
Y tế: Công tác y tế và chăm sóc sức khoẻ cho nhân dân luôn được xã đặc biệt chú trọng. Cơ sở vật chất và đội ngũ y, bác sĩ đảm bảo cho việc thăm khám và chữa bệnh cho người dân. Tỷ lệ người dân tham gia bảo hiển y tế đạt trên 89%. Trạm y tế đã đạt chuẩn mức độ 2. Với những thành tựu đã đạt được, cùng sự thông minh, sáng tạo, giàu ý trí, nghị lực và khát vọng vươn lên. Trong thời kỳ đổi mới, cán bộ, đảng viên và nhân dân xã Mỹ Thịnh nêu cao tinh thần cách mạng, nỗ lực phấn đấu vượt khó vươn lên, hoàn thành tốt mọi nhiệm vụ. Kinh tế- xã hội phát triển, đời sống người dân ngày một nâng cao, an ninh chính trị được giữ vững. Tất cả đã tạo tiền đề để xã Mỹ Thịnh xây dựng và hoàn thành chương trình mục tiêu quốc gia về xây dựng nông thôn mới. Mỹ Thịnh hôm nay đang dần chuyển mình trong nhịp sống mới sáng tạo, đoàn kết vươn lên xây dựng cuộc sống ấm no, hạnh phúc, xây dựng xã nông thôn mới kiểu mẫu với con người mới, suy nghĩ mới, cách thức sản xuất mới, tầm nhìn mới và lối sống mới.

## Văn hóa
Mỹ Thịnh là xã có truyền thống văn hóa và cách mạng, có Chi bộ Đảng cộng sản Việt Nam từ năm 1947 vừa làm tròn xứ mệnh lãnh đạo nhân dân tiến hành cuộc trường kỳ kháng chiến vừa đào tạo, bồi dưỡng cung cấp cho huyện, tỉnh, liên khu, trung ương và quân đội ta một lực  lượng cán bộ, chiến sỹ hoạt động cách mạng xuất sắc. Đồng thời là căn cứ cách mạng của Xứ ủy Bắc Kỳ và Liên Tỉnh ủy C trong thời kỳ chống Pháp. Năm 2010 Mỹ Thịnh vinh dự được chủ tịch nước trao tặng danh hiệu anh hùng lực lượng vũ trang thời kỳ kháng chiến chống Pháp.
Với bề dầy lịch sử đáng tự hào, Mỹ Thịnh có nhiều công trình kiến trúc văn hóa, tín ngưỡng tôn giáo độc đáo được duy trì và bảo tồn qua nhiều thế kỷ như Đình Tiểu Liêm, đình Khả Lực, Mỹ Thiện Đàn trong đó đình Khả Lực đã được UBND tỉnh xếp hạng di tích lịch sử cấp Tỉnh với lối kiến trúc và nghệ thuật độc đáo.